# Žolt Der
Žolt Der (Subotica, Yugoslavia, 25 de marzo de 1983) es un ciclista serbio. Se nacionalizó húngaro en 2013.

## Palmarés
| 2004 - 3.º en el Campeonato de Serbia Contrarreloj 2005 - Campeonato de Serbia Contrarreloj 2006 - Campeonato de Serbia Contrarreloj - 2.º en el Campeonato de Serbia en Ruta - 1 etapa de la Vuelta a Serbia 2007 - Campeonato de Serbia en Ruta - 2.º en el Campeonato de Serbia Contrarreloj - Bania Luka-Belgrado II - 2 etapas del Tour de Turquía - 1 etapa de la Vuelta a Serbia - Gran Premio Betonexpressz 2000 2008 - 1 etapa de la Vuelta a Serbia - 2.º en el Campeonato de Serbia Contrarreloj 2009 - Campeonato de Serbia Contrarreloj - Gran Premio Ciclista de Gemenc | 2010 - Campeonato de Serbia en Ruta - Mayor Cup - 1 etapa del Vuelta a Bolivia 2011 - Campeonato de Serbia en Ruta - Campeonato de Serbia Contrarreloj - 1 etapa del Tour de Grecia - Tour de Voivodina II 2013 - 2.º en el Campeonato de Hungría en Ruta - 2.º en el Campeonato de Hungría Contrarreloj 2015 - 2.º en el Campeonato de Hungría Contrarreloj 2016 - 2.º en el Campeonato de Hungría Contrarreloj - 3.º en el Campeonato de Hungría en Ruta 2017 - 3.º en el Campeonato de Hungría Contrarreloj - 2.º en el Campeonato de Hungría en Ruta |

## Resultados en Grandes Vueltas y Campeonatos del Mundo
Durante su carrera deportiva consiguió los siguientes puestos en las Grandes Vueltas y en los Campeonatos del Mundo en carretera:
| Carrera              | Carrera              | 2005 | 2006 | 2007 | 2008 | 2009 | 2010 | 2011 | 2012 | 2013 | 2014 | 2015 | 2016 | 2017 | 2018 |
| -------------------- | -------------------- | ---- | ---- | ---- | ---- | ---- | ---- | ---- | ---- | ---- | ---- | ---- | ---- | ---- | ---- |
|                      | Giro de Italia       | —    | —    | —    | —    | —    | —    | —    | —    | —    | —    | —    | —    | —    | —    |
|                      | Tour de Francia      | —    | —    | —    | —    | —    | —    | —    | —    | —    | —    | —    | —    | —    | —    |
|                      | Vuelta a España      | —    | —    | —    | —    | —    | —    | —    | —    | —    | —    | —    | —    | —    | —    |
| Mundial en Ruta      | Mundial en Ruta      | —    | —    | Ab.  | Ab.  | Ab.  | 99.º | —    | —    | —    | —    | —    | —    | —    | —    |
| Mundial Contrarreloj | Mundial Contrarreloj | —    | —    | —    | —    | —    | —    | —    | —    | —    | 55.º | —    | —    | —    | —    |

―: No participa

Ab.: Abandono